# آدم هوغ
آدم هوغ (بالإنجليزية: Adam Hogg)‏ هو مدرب كرة قدم ولاعب كرة قدم بريطاني في مركز قلب الدفاع، ولد في 26 أبريل 1934 في المملكة المتحدة. لعب مع سويندون تاون ونادي دمبرتون ونادي أردريونيانز.